# Nicolaus Steno
Nicolaus Steno (do dinamarquês: Niels Steensen ou Niels Stensen; latinizado como Nicolaus Stenonis, por vezes referido como Nicolas Steno; Copenhaga, 11 de janeiro de 1638 — Schwerin, 25 de novembro de 1686) foi um bispo católico dinamarquês e cientista pioneiro nos campos da anatomia e da geologia. Foi beatificado pelo papa João Paulo II em 1988.  
Steno foi treinado nos textos clássicos da ciência; no entanto, em 1659 ele questionou seriamente o conhecimento aceito do mundo natural. Suas investigações e conclusões subsequentes sobre fósseis e formação rochosa levaram os estudiosos a considerá-lo um dos fundadores da estratigrafia moderna e da geologia moderna.

## Os primeiros trabalhos
Após completar a sua educação universitária em Copenhaga, a sua cidade natal, viajou pela Europa; de facto, manter-se-ia em viagem durante o resto da sua vida. Na França, Itália e Países Baixos entrou em contacto com vários cientistas e médicos proeminentes, e graças à sua grande capacidade de observação em breve fez importantes descobertas. Numa altura em que os estudos científicos consistiam na leitura dos autores antigos, Steno foi suficientemente audaz como para confiar nas suas observações, mesmo quando estas diferiam das doutrinas tradicionalmente aceites.
Inicialmente dedicou-se ao estudo da anatomia, focando o seu trabalho sobre o sistema muscular e na natureza da contracção muscular. Utilizou a geometria para mostrar que um músculo em contracção altera a sua forma mas não o seu volume.

## Steno e a geologia
Em Outubro de 1666, dois pescadores capturaram um enorme tubarão, próximo da cidade de Livorno e o grão-duque Fernando mandou enviar a cabeça do animal a Steno. Este dissecou-a e publicou as suas descobertas em 1667. O exame dos dentes do tubarão mostrou que estes eram muito semelhantes a certos objectos chamados glossopetrae, ou pedras língua, encontrados em algumas rochas. Os autores antigos, como Plínio, o Velho, haviam sugerido que estas pedras haviam caído do céu ou da Lua. Outros eram da opinião, também ela antiga, de que os fósseis cresciam naturalmente nas rochas. Um contemporâneo de Steno, Athanasius Kircher, por exemplo, atribuía a existência de fósseis a uma virtude lapidificante dispersa por todo o corpo do geocosmo.
Por seu lado, Steno argumentou que os glossopetrae pareciam-se com dentes de tubarão, porque eram dentes de tubarão, provenientes das bocas de antigos tubarões, que haviam sido enterrados em lodo e areia que eram agora terra seca. Existiam diferenças de composição entre os glossopetrae e os dentes dos tubarões actuais, mas Steno argumentou que os fósseis podiam ter a sua composição química alterada sem que a sua forma se alterasse, através da teoria corpuscular da matéria.
O trabalho de Steno sobre os dentes de tubarão levou-o a questionar-se sobre a forma como um objecto sólido poderia ser encontrado dentro de outro objecto sólido, como rocha ou uma camada rochosa. Os "corpos sólidos dentro de sólidos" que atraíram o interesse de Steno incluíam não apenas fósseis como hoje os definimos, mas também minerais, cristais, incrustações, veios, e mesmo camadas completas de rocha ou estratos. Os seus estudos geológicos foram publicados na obra Discurso prévio a uma dissertação sobre um corpo sólido contido naturalmente num sólido em 1669. Este trabalho seria aprofundado em 1772 por Jean-Baptiste Romé de l’Isle.
Steno não foi o primeiro a identificar os fósseis como sendo de organismos vivos. Os seus contemporâneos Robert Hooke e John Ray também defenderam este ponto de vista.
A Steno atribui-se definição da lei de sobreposição, e dos princípios de horizontalidade original, continuidade lateral: os três princípios básicos da estratigrafia.
Outro princípio, conhecido simplesmente por lei de Steno, diz que os ângulos entre faces correspondentes em cristais da mesma substância são os mesmos para todos os exemplares desta.

## Steno e a Religião
O seu modo de pensar era também importante no modo como via a religião. Criado na fé luterana, ainda assim não deixou de questionar os ensinamentos que recebeu, algo que se tornou importante quando contactou o catolicismo enquanto estudava em Florença. Após estudos teológicos, decidiu que a Igreja Católica e não a Igreja Luterana era a autêntica igreja e, como consequência, converteu-se ao catolicismo.
A sua conversão fez com que, gradualmente, Steno pusesse de lado os seus estudos científicos. Embora alguns possam sugerir nisso uma incompatibilidade entre ciência e fé, era mais uma questão pessoal de Steno que não conseguia se dedicar em duas coisas distintas ao mesmo tempo. Em 1675, Steno foi ordenado como padre e dois anos mais tarde torna-se bispo e é enviado em trabalho de missão para o norte da Alemanha, região luterana. Trabalhou inicialmente na cidade de Hanôver, onde conheceu Gottfried Leibniz, mudando-se mais tarde para Hamburgo. Após vários anos preenchidos com tarefas difíceis morreu depois de muito sofrimento em Schwerin em 1686.
A sua vida e trabalho foram intensamente estudados, em particular desde finais do século XIX. Especialmente, a sua piedade e virtude têm sido avaliadas com vista a uma eventual canonização. Em 1987, foi beatificado pelo papa João Paulo II.

## Obras

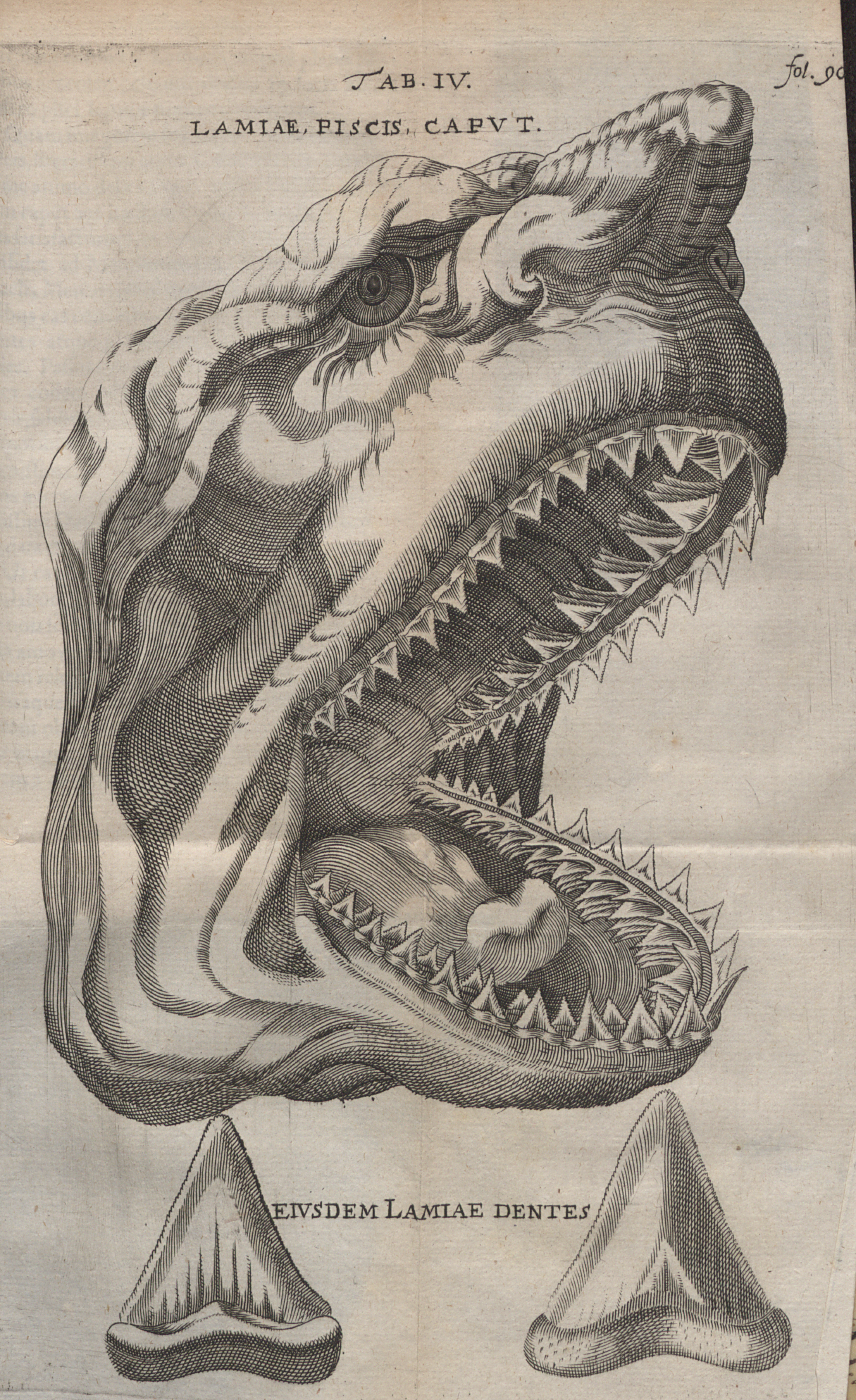
Elementorum myologiae specimen, 1669

- De Musculis et Glandulis Observationum Specimen (1664)
- Elementorum Myologiae Specimen (1667)
- Discours sul l'anatomie du cerveau (1669)
- De solido intra solidum naturaliter contento dissertationis prodromus (1669)